# Despacho (logística)
El despacho es un proceso mediante el cual se asignan recursos humanos o unidades vehiculares a los distintos requerimientos de los clientes. Este procedimiento es fundamental en diversas industrias orientadas al servicio, tales como el transporte de pasajeros (taxi), mensajería, atención de emergencias, así como en sectores domésticos y comerciales que incluyen limpieza, plomería, sistemas HVAC, manejo de plagas y servicios eléctricos.
En el despacho de vehículos, la asignación a los clientes se realiza considerando el orden de solicitud y la proximidad de las unidades al punto de recogida. El proceso inicia cuando los operadores telefónicos reciben las llamadas de los clientes, registran la información en un sistema computarizado o manualmente, y posteriormente la entregan al despachador. En determinadas situaciones, el operador puede asignar un nivel de prioridad a las solicitudes, permitiendo que las llamadas urgentes sean atendidas antes que otras en espera.
Existen dos escenarios comunes en este proceso: en el primero, un sistema centralizado se comunica directamente con los terminales de datos móviles instalados en los vehículos (conocido como despacho asistido por ordenador); en el segundo, el despachador se comunica con los conductores a través de radios bidireccionales.
En el caso del despacho de servicios residenciales o comerciales, los clientes suelen programar las atenciones con antelación, y la asignación del personal se lleva a cabo el mismo día del servicio, generalmente por la mañana. Según la naturaleza del servicio requerido, los trabajadores pueden ser asignados de manera individual o en equipos conformados por dos o más personas.
El despachador debe coordinar múltiples factores, entre ellos la disponibilidad del personal, sus competencias técnicas, los tiempos de traslado y la disponibilidad de materiales o repuestos necesarios. El uso de software especializado en despacho asistido por computadora (ver computer aided call handling) mejora significativamente la eficiencia y precisión en la ejecución de estas tareas.

## Sistemas de despacho manual
A continuación se presentan algunos ejemplos de sistemas manuales utilizados para rastrear el estado de los recursos dentro de una flota despachada:

### Tarjetas
Los sistemas de etiquetas perforadas utilizan un conjunto de clavijas, cada una correspondiente a una unidad de la flota despachada. Cada clavija contiene etiquetas que representan el estado actual del vehículo o recurso asignado al turno. Estas etiquetas se actualizan manualmente y se marcan con un reloj controlador, similar al utilizado para registrar las horas laborales en una tarjeta de asistencia.
Al inicio de la jornada, se coloca el identificador del recurso en la parte superior de la clavija. Se registra la hora de inicio mediante un sello de tiempo y se anota el estado operativo en la primera etiqueta. Cada vez que se produce un cambio en el estado del recurso, se genera una nueva etiqueta con la información actualizada y un nuevo sello de tiempo. A lo largo del turno, la clavija acumula una serie de etiquetas que documentan cronológicamente los cambios de estado del vehículo o equipo, permitiendo así un seguimiento manual del desempeño y disponibilidad de los recursos.
En el caso de una grúa, la clavija correspondiente podría estar identificada con el código de radio del vehículo, por ejemplo, “Downtown 6”, así como con el número de unidad y detalles técnicos específicos, como su capacidad de carga, el tipo de grúa (plataforma o remolque de plataforma), o incluso si transporta equipo adicional, como un bidón de combustible diésel. Asimismo, se puede incluir el nombre del operador asignado a esa unidad.
Al inicio del turno, el despachador registra en una etiqueta el estado de la unidad como "disponible", junto con la hora exacta, y cuelga dicha etiqueta en la clavija correspondiente. Cuando se asigna una llamada, se registra la información de dicha solicitud en una nueva etiqueta, que también es sellada con la hora en que la tripulación recibe la asignación. Esta segunda etiqueta se añade a la clavija, formando parte de una pila que refleja de manera secuencial las actividades y cambios de estado del vehículo a lo largo del turno. Esta metodología permite al personal de despacho tener una visión clara y estructurada del estado operativo de una flota pequeña.
Algunos sistemas manuales de seguimiento emplean estanterías con luces indicadoras (rojas y verdes) integradas en ranuras para tarjetas, las cuales están equipadas con un interruptor en su parte posterior. Cuando la tarjeta correspondiente a un recurso —como un vehículo de remolque— se inserta completamente en la ranura, se activa el interruptor, lo que enciende una luz roja. Esto indica que la unidad está ocupada o asignada a una llamada.
Por el contrario, si la tarjeta se deja parcialmente insertada, la luz se mantiene verde, señalando que el recurso está disponible. Este sistema visual proporciona al personal de despacho una visión rápida y clara del estado operativo de cada unidad, facilitando la toma de decisiones en tiempo real sobre la asignación de recursos.
Una limitación significativa de este sistema radica en que las tarjetas se encuentran almacenadas dentro de los estantes, lo que dificulta obtener una visión general rápida del estado de todos los recursos. Para evaluar la situación completa, el despachador debe retirar y revisar cada tarjeta individualmente, lo que consume tiempo y puede generar retrasos en la toma de decisiones. Además, cuando se asignan múltiples recursos a una misma llamada, el despachador debe registrar manualmente una gran cantidad de información en varias tarjetas, lo que incrementa la carga de trabajo y el riesgo de errores.

### Etiquetas perforadas
Los sistemas de tarjetas utilizan un conjunto de estanterías que contiene una ranura asignada a cada unidad de la flota despachada. Cada vehículo o recurso cuenta con un espacio específico en el que se almacena una tarjeta, similar a las utilizadas para el control de horarios laborales. Estas tarjetas permiten registrar manualmente el estado y las actividades de cada unidad a lo largo del turno.
Al inicio de la jornada, se anota manualmente en la tarjeta el identificador del recurso u otra información relevante. Para registrar los eventos, se utiliza un reloj controlador que marca la hora exacta de cada cambio de estado. Cada vez que ocurre una modificación en la condición operativa del recurso, se perfora la tarjeta con el reloj y se añade una nueva entrada escrita a mano. A lo largo del turno, la tarjeta acumula una secuencia cronológica de registros, lo que permite llevar un seguimiento detallado del uso y disponibilidad de cada unidad.
En el caso de una grúa, la tarjeta asignada puede estar identificada con el código de radio correspondiente, como "Downtown 6", junto con el número de vehículo y detalles técnicos específicos, tales como su capacidad de carga, el tipo de unidad (plataforma o remolque de plataforma), o si transporta equipo adicional, como un bidón de combustible diésel. También puede incluirse el nombre del operador asignado a la unidad.
Al inicio del turno, el despachador registra manualmente en la tarjeta que la unidad se encuentra “disponible” y sella la hora utilizando un reloj controlador. Cuando se asigna una llamada, los detalles de dicha solicitud se anotan en la tarjeta y se marca nuevamente con la hora exacta en que la tripulación recibe la información. Esta secuencia de anotaciones y marcas de tiempo, acumuladas a lo largo del turno, proporciona al personal de despacho una representación clara y ordenada del estado operativo de cada unidad dentro de una flota pequeña.
Algunos sistemas de seguimiento manual emplean etiquetas de colores como una forma visual de clasificar los estados operativos de los recursos, facilitando una supervisión rápida por parte del personal de despacho. Por ejemplo, una etiqueta naranja puede utilizarse para indicar que una unidad está disponible. De este modo, un simple vistazo al tablero permite identificar fácilmente qué vehículos están listos para ser asignados.
Asimismo, se pueden utilizar otros colores para representar diferentes situaciones operativas. Por ejemplo, una etiqueta amarilla podría señalar que una unidad ha sido enviada a una llamada con un posible riesgo de seguridad, en cuyo caso se debe contactar a las autoridades si la unidad no se reporta por radio en un plazo de cinco minutos. Por su parte, una etiqueta azul podría indicar que el recurso se encuentra en una pausa para cenar o almorzar. Este sistema de codificación por colores permite al personal de despacho tomar decisiones informadas de manera ágil y eficiente.
Una desventaja considerable de los sistemas basados en etiquetas de colores es la posibilidad de errores humanos, como colocar una etiqueta en la clavija equivocada, lo que puede generar confusión en la supervisión del estado de las unidades. Para mitigar este riesgo, es común escribir el identificador de la unidad en cada etiqueta; sin embargo, este proceso resulta laborioso y consume tiempo.
Además, estos sistemas dependen del suministro constante de etiquetas en todos los colores requeridos. La falta de una determinada tonalidad puede comprometer la integridad del sistema de codificación visual, dificultando la identificación rápida de los estados operativos. Asimismo, cuando se asignan múltiples recursos a una misma llamada, el despachador debe registrar una gran cantidad de información manualmente, lo que incrementa la carga de trabajo y el margen de error.

### Iconos de plástico
En un sistema que utiliza iconos de plástico, se instala una lámina de velcro. sobre un panel en blanco, ya sea en la consola de comunicaciones o en una pared cercana. Esta lámina está dividida en columnas mediante franjas verticales pintadas, cada una representando una posible condición de estado del recurso. El formato más básico incluye dos columnas: “disponible” y “no disponible”.
En lugar de velcro, también pueden emplearse íconos magnetizados, que cumplen la misma función de ser movibles y reutilizables. Estos íconos pueden diferenciarse por colores, formas o símbolos, permitiendo identificar fácilmente el tipo de unidad (por ejemplo, grúas, ambulancias, unidades de mantenimiento) u otras características específicas del recurso. Este tipo de sistema visual facilita una supervisión rápida y clara del estado operativo de la flota.
En este tipo de sistema, cada vehículo activo durante el turno tiene un ícono asignado, el cual se coloca en la columna correspondiente según su estado actual. Estas columnas pueden representar condiciones operativas básicas como "disponible" o "no disponible", o bien, estados más específicos, como puntos de ascenso o zonas de espera donde los recursos se posicionan para sustituir a unidades que se encuentran en servicio.
Por ejemplo, en el caso de una grúa, el ícono podría estar etiquetado con su identificador de radio, como "Centro 6". A lo largo del turno, el despachador va desplazando este ícono entre las distintas columnas del panel para reflejar los cambios en la situación de la unidad. Paralelamente, se lleva un libro de registro en el que se documentan los horarios, detalles de las llamadas de servicio y cualquier otra información relevante. Esta combinación de soporte visual e información escrita proporciona un método eficaz para monitorear y gestionar los recursos de manera ordenada y accesible.
Una desventaja importante de los sistemas basados en íconos es la posibilidad de extravío o caída de los elementos del tablero de estado, especialmente si no están bien asegurados o si el entorno de trabajo es dinámico. Este tipo de incidente puede generar confusión y afectar la precisión en el seguimiento de los recursos.
Además, cuando se utilizan íconos magnéticos, existe el riesgo de interferencia con dispositivos electrónicos cercanos, particularmente con pantallas de tubos de rayos catódicos (CRT). La proximidad de objetos magnéticos a estas pantallas puede causar distorsiones en la imagen o incluso daños permanentes en el monitor, lo que representa una preocupación adicional en entornos donde coexisten sistemas analógicos y electrónicos.

## Despacho de aerolíneas
En los aeropuertos de ciertos países, el despachador de vuelos comparte la responsabilidad legal de la seguridad de la operación junto con el piloto al mando. Este profesional tiene la autoridad para retrasar, desviar o cancelar un vuelo si existen razones justificadas que comprometan la seguridad. Este modelo de control y equilibrio está diseñado para fortalecer la seguridad en el sistema de despacho de vuelos.
Sin embargo, la implementación de este esquema no es universal. La mayoría de los países no adoptan este enfoque, y no se han registrado impactos negativos significativos en la seguridad de los vuelos como resultado de ello. Generalmente, para ejercer como despachador, es necesario contar con una licencia expedida por la autoridad aeronáutica correspondiente. Obtener esta licencia requiere aprobar un examen en el que el candidato debe demostrar conocimientos avanzados de meteorología y operaciones aéreas, equivalentes a los exigidos para la obtención de una Licencia de Piloto de Transporte de Línea Aérea (ATPL, por sus siglas en inglés).

## Despacho móvil
En un sistema de despacho móvil, se emplea tecnología inalámbrica para facilitar la planificación y asignación eficiente de tareas mediante el envío de órdenes a través de una red móvil hacia dispositivos como PDAs, smartphones o tabletas. Este enfoque permite una gestión más flexible y dinámica del personal en campo, ya que las tareas pueden ser enviadas simultáneamente a varios usuarios, quienes tienen la opción de aceptarlas o rechazarlas en tiempo real.

## Despacho de camiones
Los despachadores de camiones desempeñan un papel fundamental en la logística del transporte, ya que son responsables de coordinar el movimiento eficiente de carga y equipo entre distintos puntos, manteniendo una comunicación constante con los conductores. Su función es clave para garantizar que las operaciones se desarrollen sin contratiempos.
En algunos casos, las empresas de despacho también brindan apoyo adicional a los conductores, como la negociación y obtención de cargas, así como la gestión del papeleo relacionado. Esta labor requiere una combinación de habilidades técnicas y operativas, entre ellas, el manejo de herramientas informáticas para localizar y monitorear cargas, y el dominio de varios idiomas, dependiendo de la región o del volumen de unidades que gestionen.

## Capacidad y métricas
Existe un límite en la cantidad de unidades de campo que un despachador puede gestionar de manera eficiente, y este límite varía según diversos factores operativos. Por ejemplo, en el caso de un operador de servicios de entrega de paquetes, la carga de trabajo puede aumentar significativamente durante ciertas temporadas, como las festividades navideñas, lo que exige una mayor capacidad de respuesta y coordinación.
Además, la distribución del trabajo no suele ser uniforme a lo largo del día. Todo sistema de despacho enfrenta picos tradicionales o “horas punta”, en los que la demanda de servicios se incrementa de forma considerable. La capacidad de respuesta durante estos periodos puede depender tanto de la estructura del sistema como de la cultura laboral de la organización o del país, ya que algunas culturas toleran tiempos de espera más prolongados, mientras que otras exigen respuestas inmediatas. Estos factores deben considerarse cuidadosamente al dimensionar y diseñar un sistema de despacho eficaz.
Algunos sistemas de despacho emplean procedimientos de radiotelefonía estandarizados con el fin de reducir el tiempo de conversación y permitir la gestión eficiente de flotas de mayor tamaño. Ejemplos comunes de este enfoque se observan en el control del tráfico aéreo y en los servicios de remolque, donde la rapidez y claridad en la comunicación son fundamentales.
El uso de abreviaturas, códigos o frases predefinidas permite acortar significativamente la duración de cada transacción verbal, optimizando así el flujo de información. No obstante, esta eficiencia puede verse comprometida cuando se adopta un estilo de comunicación más relajado. 
Existe un consenso general en que equipar a las unidades de campo con computadoras conectadas a sistemas de despacho asistido por computadora (CAD, por sus siglas en inglés) u otras plataformas empresariales integradas, contribuye significativamente a descongestionar los canales de comunicación por radio bidireccional. Esta práctica permite a los usuarios consultar directamente la información necesaria desde sus terminales o computadoras portátiles, en lugar de depender del operador para obtenerla por vía radial.
Diversas fuentes respaldan esta afirmación, señalando que el tráfico de radio puede reducirse hasta en un 30% cuando los trabajadores móviles cuentan con acceso directo a estos sistemas. Esta disminución no solo mejora la eficiencia en la comunicación, sino que también incrementa la capacidad operativa del sistema de despacho al liberar el canal para comunicaciones verdaderamente prioritarias.

### Radio
Las mediciones de las comunicaciones pueden ofrecer una indicación clara de la capacidad operativa de un sistema de despacho. Una forma parcial de definir esta capacidad es a través del número de canales de comunicación necesarios para brindar soporte efectivo a una flota despachada.
Existen dos métricas comunes para evaluar la capacidad de un canal:
1. Cantidad de unidades de campo o recursos despachados: se refiere al número total de vehículos o equipos gestionados por el sistema, como camiones de bomberos, grúas, taxis o camiones de basura, sin importar cuántos dispositivos de comunicación o personal estén asociados a cada uno.
2. Número de pulsaciones de “pulsar para hablar” (push-to-talk) por día: esta métrica cuantifica la frecuencia de uso del canal de comunicación, proporcionando una medida directa del volumen de tráfico radial.[3]

Se ha sugerido que el número máximo práctico de unidades móviles por canal de comunicación varía entre 60 y 150, dependiendo del contexto operativo y la interpretación del término "unidad". Por ejemplo, un informe estima que un canal puede manejar entre 100 y 150 móviles, mientras que otro reduce ese número a 60 o 70 unidades como límite.Esta discrepancia probablemente se debe a diferencias en la definición: en algunos casos, "120 móviles" puede referirse a 60 vehículos, cada uno con una radio móvil y un operador adicional equipado con un walkie talkie.
En sistemas de despacho donde la seguridad personal no es crítica —como en los servicios de entrega de comida para llevar— es más tolerable permitir ciertos retrasos en la comunicación, lo que a su vez permite manejar un mayor volumen de unidades por canal. 
Otra métrica útil para evaluar la capacidad de un sistema de despacho es el número de pulsaciones del botón "push-to-talk" (PTT) realizadas diariamente. Un estudio realizado durante 187 días sobre cuatro canales de radio bidireccional convencionales del Departamento del Sheriff del Condado de Contra Costa, California, reveló un promedio de aproximadamente 2,500 pulsaciones PTT por día en cada canal.
Este recuento mostró una variación relativamente constante, manteniéndose dentro de un rango de ±350 pulsaciones diarias por canal.

### Teléfono

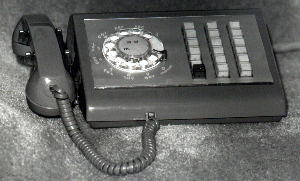
En muchas instalaciones de despacho se ven teléfonos multilínea. Los diales giratorios son raros.

Un método comúnmente utilizado en el análisis de tráfico telefónico puede adaptarse eficazmente al estudio de sistemas de comunicación por radio en entornos de despacho. Este enfoque permite evaluar la capacidad y eficiencia del sistema considerando los siguientes factores clave:
1. Pico de uso en horas punta: identifica los momentos de mayor congestión para dimensionar adecuadamente los recursos de comunicación.
2. Uso promedio por hora: proporciona una visión general del tráfico diario y ayuda a anticipar necesidades operativas.
3. Duración promedio del mensaje (en segundos): influye directamente en la disponibilidad del canal y en la cantidad de interacciones posibles.
4. Retraso máximo o tiempo de espera deseado: establece los límites aceptables de espera para mantener la eficiencia del sistema.
5. Porcentaje máximo de usuarios con retraso: indica la tolerancia del sistema a la congestión, especialmente en servicios donde el tiempo de respuesta es crítico.

Este tipo de análisis puede aplicarse tanto a comunicaciones telefónicas como a comunicaciones por radio, permitiendo una planificación más precisa y decisiones informadas para optimizar el desempeño del sistema de despacho.
La mayoría de los sistemas telefónicos utilizados en entornos de oficina cuentan con funciones integradas para registrar tanto el volumen de llamadas como la duración de las llamadas entrantes, lo que permite una supervisión básica del tráfico telefónico. En el caso específico de los centros de despacho, se suelen emplear un distribuidor automático de llamadas (ACD) los cuales permiten una gestión más eficiente de las llamadas entrantes al distribuirlas automáticamente entre los operadores disponibles.
En el ámbito del despacho, especialmente en los servicios médicos de emergencia (EMS) en Estados Unidos, la literatura especializada establece estándares rigurosos para la atención telefónica. Se recomienda que las llamadas de emergencia sean respondidas en los primeros tres timbres, idealmente en menos de 10 segundos, incluso durante las horas de mayor actividad. Un estudio sugiere que no más de una llamada de cada 100 debería recibir una señal de ocupado durante los picos de demanda, subrayando la importancia de una capacidad operativa adecuada para garantizar respuestas rápidas y efectivas.
Estas normas no se limitan al sector de emergencias; centros de llamadas empresariales también adoptan métricas similares para asegurar una atención eficiente y mantener una ventaja competitiva. En ambos casos, el objetivo es ofrecer una experiencia de atención excepcional y minimizar tiempos de espera, aunque las expectativas pueden variar culturalmente: en algunas regiones, los usuarios exigen inmediatez, mientras que en otras se toleran ciertos retrasos según el tipo de servicio.
Independientemente del contexto, el trabajo del despachador es intensivo y multifacético. Muchos atienden hasta mil llamadas por turno, mientras gestionan simultáneamente otras tareas críticas como el seguimiento de unidades, la actualización de registros y la coordinación logística. 

## Sistema de zonas para asignar llamadas de servicio

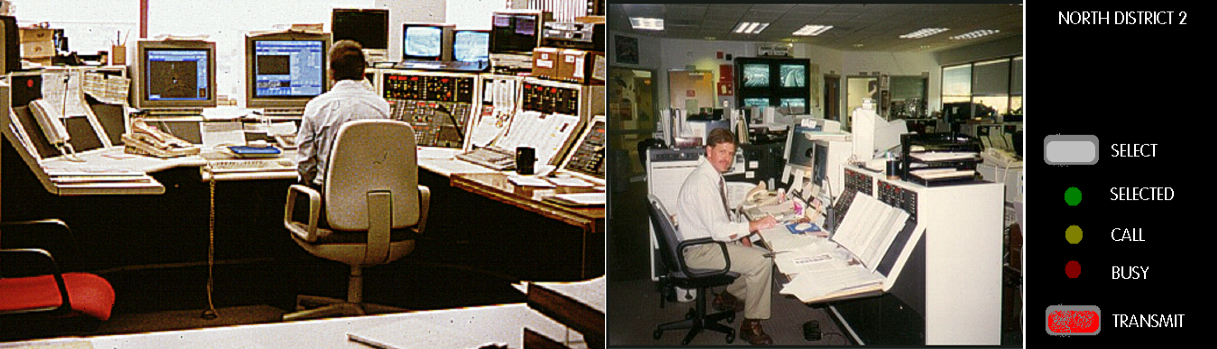
Consolas de despacho utilizadas por Denver RTD, un proveedor de servicios de tránsito en una ciudad de EE. UU. El dibujo de la derecha ilustra los controles asociados con un solo canal en la consola. Fotos cortesía del Departamento de Transporte de EE. UU.

Un método eficaz para organizar asignaciones en un sistema de despacho manual consiste en utilizar un sistema de mapa de zonas. Este enfoque implica superponer una cuadrícula sobre un mapa geográfico de la comunidad, dividiendo el área de servicio en zonas claramente definidas para facilitar la identificación y asignación de recursos.
- Las unidades de ambulancia del Centro Médico Saint Proximal se identifican con la letra P.
- Las unidades del Escuadrón de Rescate Voluntario Distal se marcan con la letra D.

En este sistema de mapa de zonas, cada celda de la cuadrícula está etiquetada con una progresión ordenada de respuesta que indica qué unidades deben ser asignadas a una emergencia en función de su prioridad. Esta codificación combina tanto estaciones de bomberos como servicios de ambulancia, permitiendo decisiones rápidas y sistemáticas en situaciones de despacho manual.
Por ejemplo, una zona identificada como DP241 se interpreta de la siguiente manera:
- La letra D indica que el Escuadrón de Rescate Voluntario Distal es el primer servicio de ambulancia designado para responder en esa zona.
- La letra P señala que el Centro Médico Saint Proximal sería el siguiente en la secuencia si D no estuviera disponible.
- Los números 2, 4, 1, 3 representan el orden de prioridad de las estaciones de bomberos asignadas a esa zona. Es decir, la estación 2 respondería primero ante una llamada de incendio; si ya está asignada, se pasa a la estación 4, luego a la 1, y finalmente a la 3.

El orden predefinido de zonas lo establecen personas con experiencia, considerando la geografía, el tráfico y patrones de llamadas. Factores como autopistas, lagos o canales influyen, ya que las unidades deben rodearlos para llegar a ciertos puntos.
Los límites de zonas pueden cambiar con el tiempo. En el caso de un coche que cae en un canal que sirve como límite, la decisión dependerá de qué zona tiene mejor acceso real, no necesariamente de a qué lado pertenece. Algunas zonas fronterizas se manejan como áreas especiales y se asigna el recurso más cercano.
Los sistemas de zonas pueden incorporar puntos de espera, ascenso o relleno, donde los vehículos se posicionan estratégicamente en espera de servicios. Por ejemplo, los taxistas que operan de noche cerca de un club pueden anticipar demanda desde ese lugar.
Supongamos que existe un punto de espera en Main Street y Railroad Avenue, identificado como punto N. Un taxista, como el Coche 4, puede dirigirse a ese punto y notificar al despachador que está disponible allí. El despachador puede responder con su posición en la cola: "Coche 4, segundo N". Esto significa que el primer servicio en esa zona será asignado al vehículo que llegó antes, y Coche 4 recibiría la segunda llamada disponible en ese punto.
Cuando se cuenta con rastreo vehicular automatizado, las posiciones de las unidades de servicio se muestran en un mapa en tiempo real. Esto permite al despachador identificar visualmente cuál unidad está más cercana al incidente y asignarla de forma más rápida y precisa, basándose en su ubicación proyectada en el sistema.